# Gran Premio Femenino de Plouay 2019
La 21.ª edición del Gran Premio Femenino de Plouay (oficialmente: Grand Prix de Plouay Lorient Agglomération) se celebró el 31 de agosto de 2019 sobre un recorrido de 128 km con inicio y final en la ciudad de Plouay en Francia.
La carrera formó parte del UCI WorldTour Femenino 2019 como competencia de categoría 1.WWT del calendario ciclístico de máximo nivel mundial siendo la vigésima carrera de dicho circuito y fue ganada por la neerlandesa Anna van der Breggen del equipo Boels Dolmans. El podio lo completaron la estadounidense Coryn Rivera del equipo Sunweb y la también neerlandesa Amy Pieters del equipo Boels Dolmans.

## Equipos
Tomaron parte en la carrera un total de 23 equipos, todos ellos de categoría UCI Team Femenino, invitados por la organización, quienes conformaron un pelotón de 128 ciclistas de las cuales terminaron 99. Los equipos participantes fueron:
| Equipos femeninos (22)- Alé Cipollini - Bigla - Bizkaia-Durango - Boels Dolmans - BTC City Ljubljana - Canyon-SRAM Racing - CCC-Liv - Charente-Maritime Women Cycling - FDJ-Nouvelle Aquitaine-Futuroscope - Health Mate-Ladies Team - Lotto Soudal Ladies - Memorial Santos-Fupes - Mitchelton-Scott - Movistar Team - Parkhotel Valkenburg-Destil - Rally UHC Cycling Women - Sunweb Women - Thailand Women's Cycling Team - Tibco-Silicon Valley Bank - Trek-Segafredo - Valcar Cylance - WNT-Rotor Pro Cycling Equipo regional y de club- Centro Mundial de Ciclismo |
| |

## Clasificaciones finales
Las clasificaciones finalizaron de la siguiente forma:

### Clasificación general
| \| Clasificación general \| Clasificación general \| Clasificación general \| Clasificación general \| Clasificación general \| \| Ciclista \| Ciclista \| Equipo \| Tiempo \| \| \| --------------------- \| --------------------- \| ---------------------------------- \| --------------------- \| --------------------- \| \| 1.ª \| Anna van der Breggen \| Boels Dolmans \| 3 h 21 min 54 s \| \| \| 2.ª \| Coryn Rivera \| Sunweb \| + 11 s \| \| \| 3.ª \| Amy Pieters \| Boels Dolmans \| + 11 s \| \| \| 4.ª \| Marta Cavalli \| Valcar Cylance \| + 11 s \| \| \| 5.ª \| Demi Vollering \| Parkhotel Valkenburg \| + 11 s \| \| \| 6.ª \| Stine Borgli \| FDJ-Nouvelle Aquitaine-Futuroscope \| + 11 s \| \| \| 7.ª \| Sofie De Vuyst \| Parkhotel Valkenburg \| + 11 s \| \| \| 8.ª \| Flávia Oliveira \| Memorial Santos-Fupes \| + 11 s \| \| \| 9.ª \| Ruth Winder \| Trek-Segafredo \| + 11 s \| \| \| 10.ª \| Elena Cecchini \| Canyon-SRAM Racing \| + 11 s \| \| |                      |                                    |                 |
| |                      |                                    |                 |
| Fuente: ProCyclingStats |                      |                                    |                 |
| Clasificación general |                      |                                    |                 |
| Ciclista | Ciclista             | Equipo                             | Tiempo          |
| 1.ª | Anna van der Breggen | Boels Dolmans                      | 3 h 21 min 54 s |
| 2.ª | Coryn Rivera         | Sunweb                             | + 11 s          |
| 3.ª | Amy Pieters          | Boels Dolmans                      | + 11 s          |
| 4.ª | Marta Cavalli        | Valcar Cylance                     | + 11 s          |
| 5.ª | Demi Vollering       | Parkhotel Valkenburg               | + 11 s          |
| 6.ª | Stine Borgli         | FDJ-Nouvelle Aquitaine-Futuroscope | + 11 s          |
| 7.ª | Sofie De Vuyst       | Parkhotel Valkenburg               | + 11 s          |
| 8.ª | Flávia Oliveira      | Memorial Santos-Fupes              | + 11 s          |
| 9.ª | Ruth Winder          | Trek-Segafredo                     | + 11 s          |
| 10.ª | Elena Cecchini       | Canyon-SRAM Racing                 | + 11 s          |

## Ciclistas participantes y posiciones finales
Convenciones:
- AB-N: Abandono en la etapa N
- FLT-N: Retiro por llegada fuera del límite de tiempo en la etapa N
- NTS-N: No tomó la salida para la etapa N
- DES-N: Descalificado o expulsado en la etapa N

## UCI WorldTour Femenino
El Gran Premio Femenino de Plouay otorgó puntos para el UCI WorldTour Femenino 2019 y el UCI World Ranking Femenino, incluyendo a todas las corredoras de los equipos en las categorías UCI Team Femenino. Las siguientes tablas muestran el baremo de puntuación y las 10 corredoras que obtuvieron más puntos:
| Posición   | 1.ª | 2.ª | 3.ª | 4.ª | 5.ª | 6.ª | 7.ª | 8.ª | 9.ª | 10.ª | 11.ª | 12.ª | 13.ª | 14.ª | 15.ª | 16.ª-30.ª | 31.ª-40.ª |
| Puntuación | 200 | 150 | 125 | 100 | 85  | 70  | 60  | 50  | 40  | 35   | 30   | 25   | 20   | 15   | 10   | 5         | 3         |

| Clasificación |                      |                                    |        |
| Posición      | Ciclista             | Equipo                             | Puntos |
| ------------- | -------------------- | ---------------------------------- | ------ |
| 1.ª           | Anna van der Breggen | Boels-Dolmans                      | 200    |
| 2.ª           | Coryn Rivera         | Sunweb                             | 150    |
| 3.ª           | Amy Pieters          | Boels-Dolmans                      | 125    |
| 4.ª           | Marta Cavalli        | Valcar Cylance                     | 100    |
| 5.ª           | Demi Vollering       | Parkhotel Valkenburg               | 85     |
| 6.ª           | Stine Borgli         | FDJ Nouvelle Aquitaine Futuroscope | 70     |
| 7.ª           | Sofie De Vuyst       | Parkhotel Valkenburg               | 60     |
| 8.ª           | Flávia Oliveira      | Memorial Santos                    | 50     |
| 9.ª           | Ruth Winder          | Trek-Segafredo                     | 40     |
| 10.ª          | Elena Cecchini       | Canyon SRAM Racing                 | 35     |